# 9. årtusinde f.Kr.
Årtusinder: 10. årtusinde f.Kr. – 9. årtusinde f.Kr. – 8. årtusinde f.Kr.

## Begivenheder
- Jeriko opstår omkring år 9.000 f.Kr. som en af de første byer.[1]

## Opdagelser, opfindelser
Tekst mangler, hjælp os med at skrive teksten

## Henvisning
1. ↑  Michael Roaf, Mesopotamien og Den nære Orient i Oldtiden, Samlerens Forlag, 2004. ISBN 87-568-1722-3